# Asby (Eden)
Pour les articles homonymes, voir Asby.
Asby est une paroisse civile de Cumbria, située dans le nord-ouest de l'Angleterre.